# 九重年支子
九重 年支子（ここのえ としこ、1904年〈明治37年〉8月11日 - 2002年〈平成14年〉8月13日）は、日本の発明家、実業家。簡易織り機である「九重手織り機」の発明、その普及と織物制作に努めたことや、婦人発明家協会の創立で知られ、日本の女性発明家の草分けとも呼ばれる。東京府深川区（後の東京都江東区）出身。本名、坂野 敏子。東京女子高等師範学校（後のお茶の水女子大学）専攻科卒業。

## 経歴
1904年（明治37年）シンガーミシン裁縫女学院設立者の父秦敏之と女学院院長母利舞子の間に生まれる。6歳下の妹はニットデザイナーの秦万紀子。東京女子高等師範学校付属高女・専攻科英語科卒業、翌年建築技師坂野秀雄と結婚。結婚と同時に雛人形の蒐集を始めた。坂野との間には長女がいる。
1939年（昭和14年）、手伝いの少女がセルロイドの下敷きに穴をあけ絹糸を通し、帯締めを作っているのを見てヒントを得て、カード式簡易手織り機を発明した。その後試行錯誤の末、夫の亡くなった年に、ネクタイ、帯締め、ショールなどのほか服地やインテリア用品まで織れる九重織の特許をとった。同年にこの発明により、ソニー創業者の1人である井深大と並び、第1回科学技術庁長官賞を受賞した。
同1939年に伊東屋で開催された発表会は大評判を呼び、当時の手芸家の登竜門とされる伊東屋が早速、九重と取引を結ぶに至った。結婚時には姑との別居を条件としていたが、夫亡き後は義理を大切にするとためといって姑と同居し、娘との女3人家族を支えるため、九重織の販売を始めた。さらにその織り方を教える教室を開催し、卒業者には仕事を発注した。

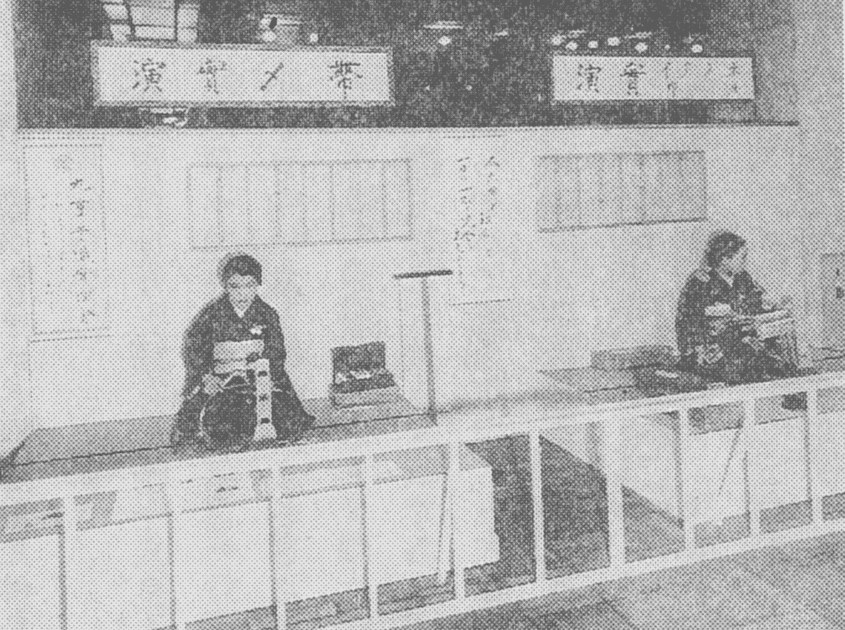
三越での第1回「九重展」での実演。

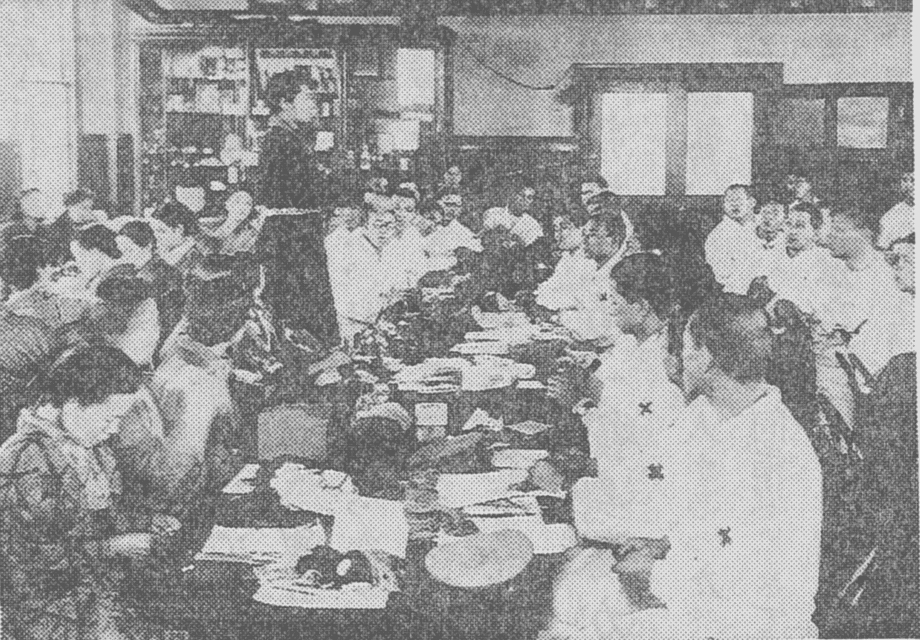
36歳の頃、陸軍病院で兵士たちの職業指導として九重織を講習していた様子。

太平洋戦争の開戦時である1941年（昭和16年）5月には、日本橋の三越で第1回「九重展」が開催され、九重織の実演が行われた。この際には貞愛親王妃利子女王や載仁親王妃智恵子ら皇族も訪れて、三越を驚かせた。この催しで九重の名は広まり、門下生が急増した。また皇族が訪れた縁で、宮廷でも毎週指導を行なった。
戦前は九重織は上流婦人の趣味が中心であったが、戦時中は戦争未亡人や傷痍兵の職業訓練の指導を託された。戦後も傷痍兵のいる国立病院を訪れた他、老人ホームでの福祉や栃木の女囚刑務所で受刑者が自立するための指導も務め、妹の万紀子と共に織り機を抱え奔走した。
1953年（昭和28年）株式会社九重を設立、社長に就任し、各百貨店との取引を開始した。同1953年パリにて九重織展を開催。翌1954年（昭和29年）にもパリで九重織展を開催し、フランスのファッション雑誌である『マリーフランス』に大きく取り上げられた。このパリを皮切りに、アメリカのシアトルやニューヨーク、ブラジルのサンパウロなどでも実演を行ない、ヨーロッパにはほぼ毎年訪れた。画家の藤田嗣治や猪熊弦一郎、作家の江戸川乱歩とも親交を持った。
1956年（昭和31年）、女性による発明家の団体として、婦人発明家協会を設立し、会長を勤めた（後に名誉会長）。同会では定期的に発明品の展示会「なるほど展」を開催し、その収入の一部は小児がん救済団体の「子供を守る会」に寄付された。他にも財団法人日本編物手芸協会名誉会長、社団法人発明協会参与、国連婦人会常任理事などを勤めた。なお株式会社九重は、自身が経営者として不向きであったことから、1950年代末に他の出資者に譲り、自身は一線を退いて一株主となった。
1955年（昭和30年）には発明功労者として東京都からの表彰を受けた。1962年（昭和37年）には女性初の発明家として勲四等瑞宝章を受章。他に東京都知事賞や紫綬褒章など、多数の受賞歴を持つ。これらの賞はすべて、発明によって受けた女性最初の賞である。1997年（平成9年）には東京ファッション協会より、生活、文化、産業などの発展に貢献した女性として、女優の吉永小百合らと共にダイヤモンドレディ賞を贈られた。
1990年代頃からは年齢を考慮し、九重織の教室の規模を縮小したが、「家元直々の指導を受けられる」と、生徒たちには却って好評であった。90歳代半ばを過ぎても、毎月一度は神奈川県川崎市の自宅から東京都内の教室に通い、主に初心者向けの丁寧な指導を続けた。
ひな人形の収集家としても知られ（後述）、晩年は200体以上のひな人形と共に、神奈川県川崎市の郊外で余生を送った。多くのエッセイを書き、「老いて　また　楽し」とのメッセージを高齢化社会に発信、98歳の最期まで好奇心を持ち続けた。生き方についての講演活動でも活躍した。
2001年（平成13年）8月に入院。翌2002年（平成14年）8月13日、肺炎により満98歳で死去。墓碑は川崎市多摩区春秋苑にある。

## 発明
1938年（昭和13年）頃から、夫のネクタイを織るために、カード式の簡易織機の考案を始めた。翌1939年（昭和14年）に実用新案登録出願し、「何でも織れることを表現したい」「上品で日本的なもの」ということから、九重手織機と名付けた。のちにペンネームの由来となった。
カード織りでは同じ形の複数枚のカード（回転板・操作板）の穴に糸を通し、カードを回転させることで横糸を通す開口を作る。九重手織機はこのカードの形が「蝶の羽のような形」であるのが特徴で、頭の二つの穴が軸孔であり、経糸孔にもなる。また、織れた布をはさみ送る「送り板」も布が潰れたりずれたりすることのないよう検討・改良した。いわゆる「いざりばた」（腰機）の一種で、小型で枠がないので持ち運びや収納がしやすいとした。
90歳代での発明品、ボタン操作で長さを自在に調節できる新型ステッキ「マー! ステッキ」は、自身のステッキ使用と入院が機となった。1996年（平成8年）頃に膝を痛めてステッキ使用を始めたが、通常のステッキは姿勢が前屈みがちになる。そんな折に結腸腫瘍で入院し、点滴棒にチューブをつけた患者たちが背筋を伸ばして歩く姿を見て、腰が曲がりがちな高齢者向けに、長さを調節可能なステッキを思いつき、医師に専門の業者を紹介されて商品化に至った。このように、生活上での何気ない部分で工夫をすることを得意としていた。

## 人物
結婚した23歳の時から終戦の年と翌年の2年を除いては毎年欠かさずひな人形集めを行なっていた。「『小さめで格調高く、可愛らしいものを』との基準で選んできました」と話し、木、紙、布等素材は様々である。1967年（昭和42年）3月の時点で自宅には80組の小さい雛を飾っていた。1978年（昭和53年）3月、夫の納骨のために真宗本山の本願寺に行く際に京都でも求めた。1984年（昭和59年）2月日本橋髙島屋や1997年（平成9年）2月横浜高島屋において「ひな人形」のコレクション展が開かれた。
1982年（昭和57年）には主婦の友社より「雛ごよみ五十五年」というひな人形のコレクションをカラー写真に収めた本を出版した。写真には人生のエピソードが一つ一つのひな人形の思い出とともに記載されている。1985年（昭和60年）には、東京都とニューヨークの姉妹都市提携25周年記念事業の一つとして、このひな人形のコレクションが九重織の展示と共に選ばれた。
他にも俳句、川柳、推理小説、社交ダンスと多彩な趣味人としても知られ、80歳を過ぎてからはピアノの暗譜にも挑戦していた。90歳を過ぎても、老化は衰えではないといい、「老醜」を「老秀」と置き換え、あくまで向上心に拘り続けた。
女性らしい言葉の美しさや佇まいを大事にし、戦時中はもんぺをはくよう言われても、スカート姿を通した。晩年に老人施設に移った後も、昼間は服装を整えて椅子に座り、見舞い客をベッドで迎えることはなかった。トレードマークの帽子の数は200を超え、葬儀の祭壇にも帽子姿で微笑する遺影が飾られた。

## 評価
1962年（昭和37年）に紫綬褒章を授与された際には、翌1963年（昭和38年）に盛大な祝賀の宴が開催され、当時の東京都知事である東龍太郎が、以下の祝辞を述べた。
葬儀の後、女性雑誌『主婦の友』の編集長を勤めていた神崎トキ子は「作品やものの考え方、生き様。駆け出し時代にお目にかかって以来、学ぶことばかりでした」、親交のあった三木睦子は「あの時代、女性一人であれだけのことを成し遂げたのに、ぎすぎすしたところがなかった。本当にすてきな先輩でした」と偲んだ。

## 著作
- 『九重式織物教室』同学社、1952年7月。 NCID BN10662255。
- 『パリのアバタ』学風書院、1955年5月。 NCID BN14132752。
- 『この年齢でも 九重織人生模様』ミネルヴァ書房〈OP叢書〉、1979年8月。ISBN 978-4-623-01251-0。
- 『九重年支子の雛ごよみ五十五年』主婦の友社、1982年2月。 NCID BA66027078。
- 『番茶の香り』国鉄厚生事業協会〈弥生叢書〉、1984年10月15日。ISBN 978-4-9060-4620-1。
- 『今は昔のつ・づ・き タテ糸ヨコ糸織り物人生』主婦の友社、1989年11月24日。ISBN 978-4-07-933460-0。
- 『ボケよけアイウエオ川柳 93歳の挑戦』暮しの手帖社、1997年4月15日。ISBN 978-4-7660-0079-5。
- 『永遠の魅力 九十七歳いきいきレポート』暮しの手帖社、2002年2月16日。ISBN 978-4-7660-0079-5。